# 小行星5190
小行星5190是一颗围绕太阳公转的小行星。1990年10月16日，上田清二、金田宏在钏路市发现了此天体。
这颗小行星的绝对星等为148.72401等。